# Nunataki Moskvitina
Nunataki Moskvitina är en nunatak i Antarktis. Den ligger i Östantarktis. Norge gör anspråk på området. Toppen på Nunataki Moskvitina är 2 140 meter över havet.
Terrängen runt Nunataki Moskvitina är platt åt sydost, men åt nordväst är den kuperad. Terrängen runt Nunataki Moskvitina sluttar norrut. Trakten är obefolkad. Det finns inga samhällen i närheten.